# Sárospatak
Sárospatak [šárošpatak] (česky Šarišský Potok či Blatný Potok) je město v severovýchodním Maďarsku, blízko slovenských hranic, asi 60 km JV od Košic a 70 km SV od Miskolce. Žije zde přibližně 11 tisíc obyvatel. V letech 1650–1654 zde působil Jan Amos Komenský, který tu má také pomník.

## Přírodní poměry a poloha
Město leží na řece Bodrogu, na východním úpatí Zemplína, ve vinařské oblasti Tokaj. Nachází se jen několik málo kilometrů od hranice se Slovenskem, v blízkosti pohraničního města Sátoraljaújhely. Sárospatak se rozkládá v rovinaté krajině na obou březích řeky Bodrog, obklopen je intenzivně zemědělsky obdělávanou krajinou a lužními lesy. Severně od města se nacházejí vinice a krajina se zvyšuje do tzv. Slanských vrchů. 42 km jižně od Sárospataku se nachází Nyíregyháza, 63 km jihozápadně potom Miskolc (Miškovec) a 50 km severně Košice.

## Dějiny

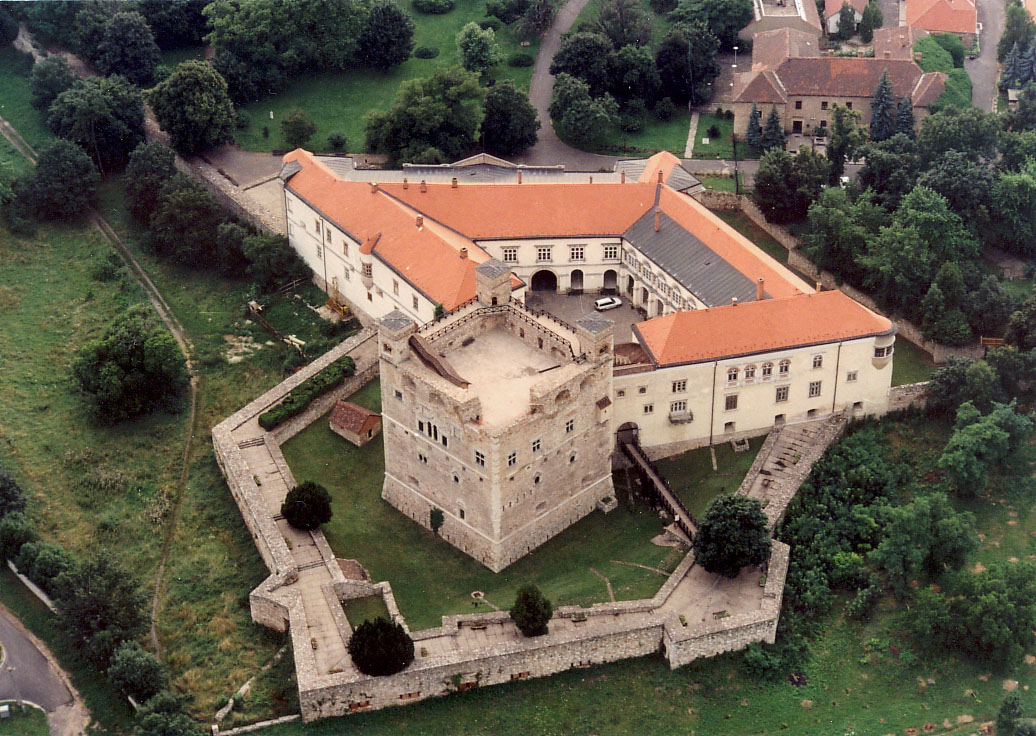
Hrad

V 10. století zde vzniklo sídliště, kde si pak uherští králové zřídili lovecký tábor. V 60. letech 20. století odhalily archeologické průzkumy základy kostela s kruhovým půdorysem, inspirovaným nejspíše byzantskou architekturou.[zdroj?]
Okolo roku 1200 je již doloženo královské vlastnictví půdy v oblasti dnešního města a vesnice Olaszliszka. 
Někdy v 11. století postavili mohutnou hradní věž, kde se roku 1207 patrně narodila dcera krále Arpáda, pozdější svatá Alžběta Durynská. V této době zde již také měli působit italští a vlámští obchodníci. Ve 13. století zde nejspíše stál dominikánský i františkánský klášter, jejich budovy se však do moderní doby nedochovaly. Za vlády dynastie Arpádovců byla v Sárospataku vybudována rovněž i bazilika. Gotická stavba, která byla dobudována roku 1493, přečkala turbulentní události maďarských dějin, včetně turecké okupace.
Místo se poprvé připomíná 1221 pod názvem Potoc (současný název se objevil až okolo roku 1450). Po vymření Arpádovců se hrad dostal do majetku nejprve rodu Perényiů. Ti zde vybudovali obytnou obrannou věž. Nakonec město přišlo pod vliv rodu Rákócziů. Ti zde nechali v letech 1534 až 1537 vybudovat reprezentativní sídlo (Hrad Rákóczi) a zřídit řadu vzdělávacích institucí. Město tak bylo někdy přirovnáváno k Athénám na Bodrogu. V Sárospataku roku 1648 zemřel Jiří I. Rákóczi a jeho nástupce Jiří II. roku 1650 pozval J. A. Komenského, aby zde vybudoval „pansofickou školu“, resp. aby pro Rákocziho pracoval na reformě školství. Zde Komenský napsal „Orbis pictus“ i knihu „Škola hrou“ (Schola ludus). V 17. století patřili Rákócziové k nejbohatší uherské šlechtě a vedli řadu povstání proti Habsburkům. Poslední vedl František II. Rákóczi v letech 1703-1711.
Současný barokní kostel ve středu města byl zbudován v 70. letech 18. století. Dnes slouží pro potřeby reformované církve. Mapy prvního vojenského mapování z této doby ještě vyobrazovaly i městské opevnění a příkop, přístup byl možný pouze ze severní strany po mostě.
Historické mapy druhého vojenského mapování z poloviny 19. století zaznemanaly Sárospatak již s železniční tratí. Město se tehdy dělilo na Malý Sárospatak (Kis-) na levém břehu Bodrogu a Velký Sárospatak, kde se nacházel zbytek města (na pravém břehu řeky). Již zde stál zámek i s rozsáhlou zahradou, řeka Bodrog nicméně tehdy ještě volně meandrovala a její tok nebyl narovnán řadou zkracujících koryt. Vznikl tím ostrov Újberek.
Statut města měl Sárospatak až do roku 1871, obnoven byl znovu roku 1968.
Až do druhé světové války zde žila početná židovská komunita. Roku 1930 ji čítalo okolo tisíce lidí.
V druhé polovině 20. století zde vzniklo i několik staveb podle projektů maďarského architekta Imreho Makovcze (např. Arpádovo gymnázium apod.). Růst města si vynutil také připojení sousedních obcí; v roce 1950 byla začleněna vesnice Bodroghalász a v roce 1965 Végardó. Od roku 2007 je také čestným občanem města a je po něm pojmenované i náměstí.

## Obyvatelstvo
Počet obyvatel Sárospataku pozvolna klesá. Zatímco roku 2013 zde žilo 12 827 obyvatel, roku 2021 to bylo 11 291 lidí.
V roce 2001 se ve sčítání lidu 96 % obyvatel Sárospataku přihlásilo k maďarské národnosti, zastoupeni byli také národnosti romská (3 %) a německá (1 %). Nejvíce je mezi místními z náboženského hlediska reprezentována Římskokatolická církev, a to třiceti procenty.

## Kultura a kulturní instituce
Ve městě se nachází Velká knihovna (maďarsky Nagykönyvtár), která sídlí v samotném středu města, poblíž místní reformované koleje. V její blízkosti je také obrazárna.

## Pamětihodnosti

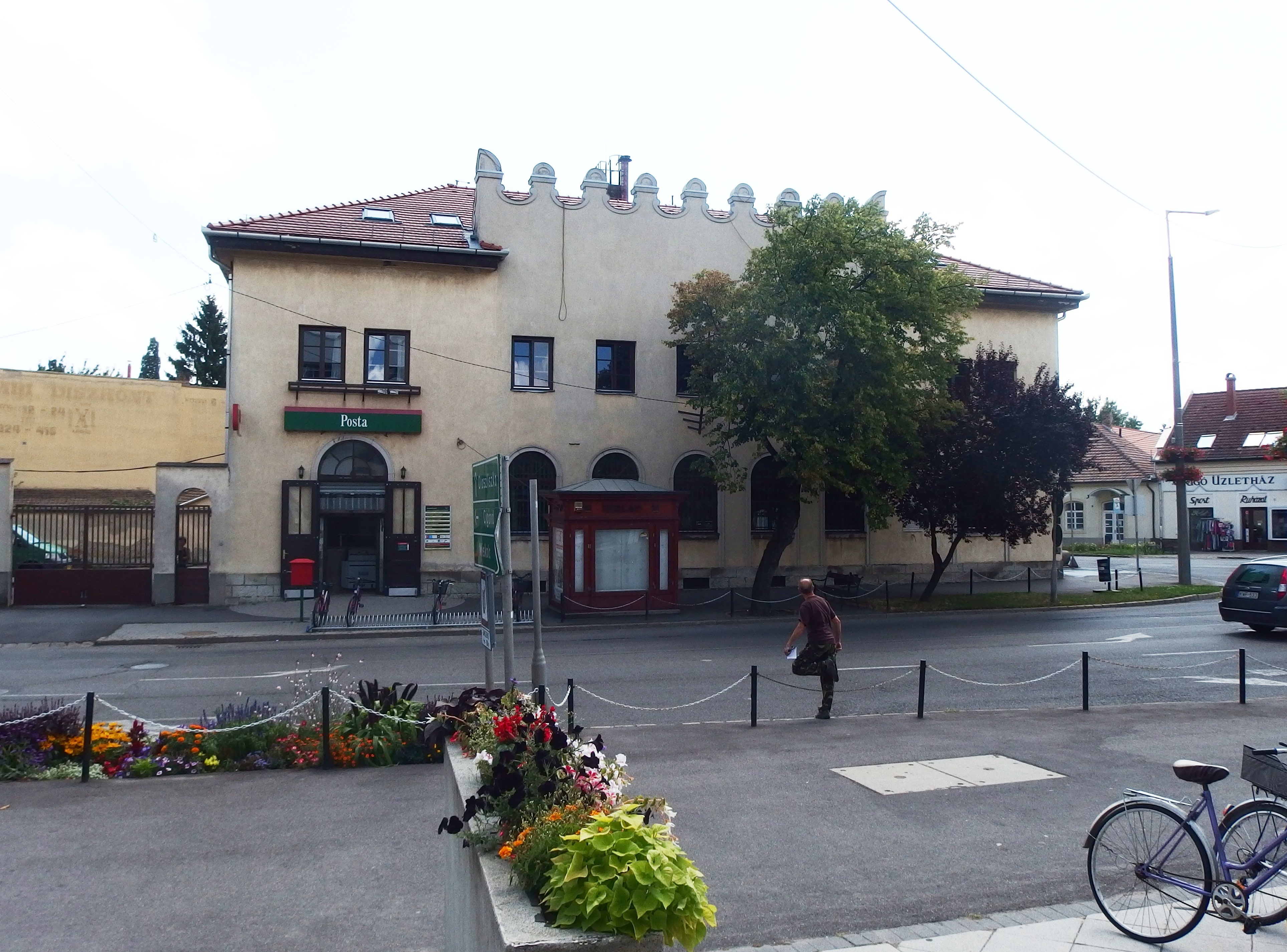
Budova pošty.

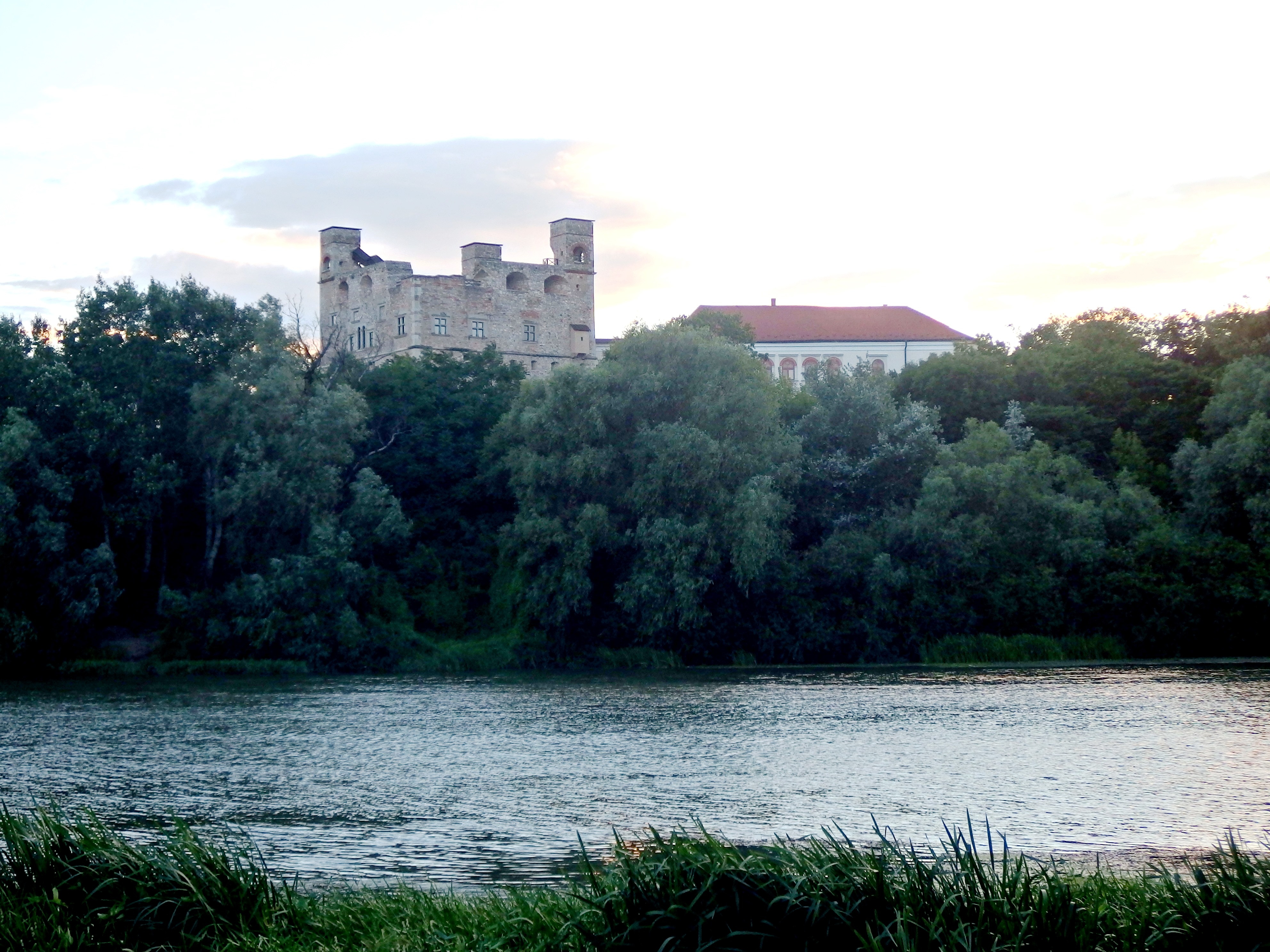
Místní hrad, pohled od řeky Bodrog.

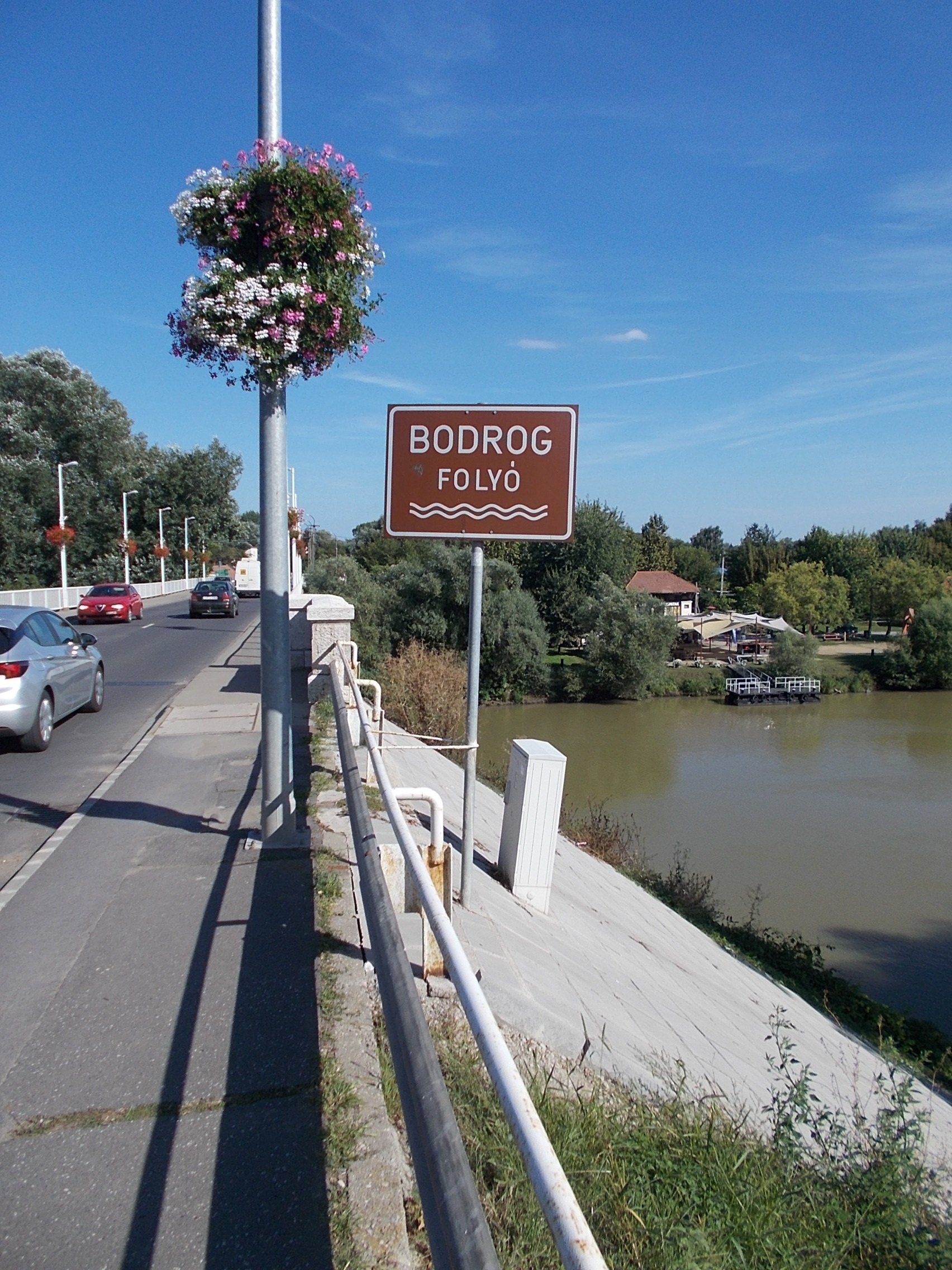
Řeka Bodrog.

- Hrad, původně postavený k ochraně města v 16. století[5] má tři části: mohutnou středověkou věž, čtvercový renesanční zámek a bastionové opevnění kolem věže. Dnes slouží především jako muzeum.[6] Nachází se zde také sál s růžovými freskami, kde se setkávali účastníci Wesselényiho spiknutí. V 17. století byl do hradu dobudován také klášter.
- Domjányho dům, který je věnován dílu maďarského malíře Józsefa Domjányho.
- Jezuitský klášter
- Františkánský klášter
- Dům svaté Alžběty (maďarsky Szent Erzsébet Ház se nachází naproti kostelu nedaleko místního hradu.

V Sárospataku se také nacházejí termální lázně a koupaliště. Mezi místní muzea patří také Muzeum školství. Místní největší zelená plocha je Školní zahrada (maďarsky Iskolakert), která leží na severním okraji města. Na severním okraji města leží také místní koupaliště s lázněmi (Végardó Fürdő).

## Doprava
Do města směřuje železniční trať č. 80 z Hatvanu a Miskolce, která odsud vede dále do města Sátoraljaújhely a na Slovensko. Má jedno železniční nádraží, ke kterému přiléhá i autobusová stanice. V minulosti sem také vedl systém úzkorozchodné železnice s názvem Nyírvidéki Kisvasút.
V její trase je vedena silnice celostátního významu č. 37. Ta město obchází po silničním obchvatu, který vede západně od Sárospataku. 
Přes řeku Bodrog vede jediný silniční most, nachází se v místech, kde vedl již most v 19. století.
Jihovýchodně od města se u meandrů Bodrogu nachází malé letiště se zatravněnou ranvejí.

## Osobnosti města
- Alžběta Durynská (* 1207 – † 1231), nebo také Alžběta Uherská, světice
- Jan Amos Komenský (* 1592 – † 1670), český teolog, biskup Jednoty bratrské, filosof, pedagog a spisovatel
- Johann Grueber (* 1623 – † 1680), rakouský jezuitský misionář, cestovatel a astronom v Číně
- Zsuzsanna Lorántffy, žena Jiřího I. Rákóczyho.

## Partnerská města
- Collegno, Itálie
- Krosno, Polsko
- Eisenach, Německo
- Nokia, Finsko
- Soest, Německo
- Tekirdağ, Turecko
- Körösfő, Rumunsko
- Bardejov, Slovensko